# NGC 5331-1
NGC 5331-1 (другие обозначения — UGC 8774, MCG 0-35-22, ZWG 17.82, VV 253, KCPG 401B, PGC 49266) — галактика в созвездии Дева.
Этот объект не входит в число перечисленных в оригинальной редакции «Нового общего каталога» и был добавлен позднее.